# موکل (فیلم ۱۹۹۴)
موکل (به انگلیسی: The Client) نام فیلم مهیجی است که در سال ۱۹۹۴ به کارگردانی جوئل شوماخر و بر پایهٔ رمانی با همین نام از جان گریشام ساخته شد. سوزان ساراندون موفق شد برای بازی در این فیلم در رشتهٔ بهترین بازیگر نقش اول زن نامزد دریافتِ جایزه اسکار و برنده جایزه بفتای بهترین بازیگر نقش اول زن شود. در این فیلم سوزان ساراندون، تامی لی جونز، برد رنفرو، ویلیام اچ میسی بازی کردند.